# Bầu cử Quốc hội Việt Nam Cộng hòa 1963
Bầu cử Quốc hội được tổ chức tại Việt Nam Cộng hòa vào ngày 27 tháng 9 năm 1963. Chế độ của Tổng thống Ngô Đình Diệm đã giành được tất cả trừ ba trong số 123 ghế trong Quốc hội. Việt Nam Dân chủ Xã hội Đảng và Đại Việt Tiến bộ Đảng đối lập giành được ba ghế. Vì cuộc bầu cử diễn ra trong thời kỳ khủng hoảng Phật giáo, chính phủ đã cho phép các thành phần đối lập tham gia bầu cử như một trong những nhượng bộ đối với giới lãnh đạo cuộc biểu tình của Phật giáo. Tuy nhiên, do cuộc đảo chính năm 1963, Quốc hội không thể triệu tập phiên khai mạc đầu tiên và bị Hội đồng Quân nhân Cách mạng giải tán vào ngày 3 tháng 11 năm 1963.

## Kết quả
| Đảng                             | Đảng                               | Ghế | +/– |
| -------------------------------- | ---------------------------------- | --- | --- |
|                                  | Phong trào Cách mạng Quốc gia      | 66  | –12 |
|                                  | Tập đoàn Công dân                  | 18  | Mới |
|                                  | Đảng Công nhân                     | 10  | Mới |
|                                  | Phong trào Tranh thủ Tự do Độc lập | 7   | Mới |
|                                  | Việt Nam Dân chủ Xã hội Đảng       | 2   | –1  |
|                                  | Đại Việt Tiến bộ Đảng              | 1   | Mới |
|                                  | Chính khách độc lập thân chính phủ | 19  | –13 |
| Tổng cộng                        | Tổng cộng                          | 123 | 0   |
|                                  |                                    |     |     |
| Nguồn: Keesing's Research Review |                                    |     |     |